# Cabanès (Tarn)
Cabanès ist eine französische Gemeinde mit 309 Einwohnern (Stand: 1. Januar 2022) im Département Tarn in der Region Okzitanien (vor 2016 Midi-Pyrénées). Die Gemeinde gehört zum Arrondissement Castres und zum Kanton Plaine de l’Agoût (bis 2015 Saint-Paul-Cap-de-Joux).

## Geografie
Cabanès liegt etwa 33 Kilometer östlich von Toulouse und etwa 24 Kilometer westnordwestlich von Castres am Flüsschen Assou. Umgeben wird Cabanès von den Nachbargemeinden Briatexte im Norden und Nordwesten, Graulhet im Nordosten, Missècle im Osten, Damiatte im Südosten sowie Fiac im Süden und Westen.

## Bevölkerungsentwicklung
| Jahr                      | 1962 | 1968 | 1975 | 1982 | 1990 | 1999 | 2006 | 2013 |
| Einwohner                 | 193  | 175  | 153  | 161  | 182  | 155  | 178  | 265  |
| Quelle: Cassini und INSEE |      |      |      |      |      |      |      |      |

## Sohn des Ortes
- Orsise Carayon (1804–1876), Zisterzienserabt von Aiguebelle